# Anka Burić
Anka Burić (Nikšić, 30. april 1956) crnogorska je grafičarka, slikarka i akademkinja CANU.

## Biografija
Rođena je u Nikšiću, 30. aprila 1956. godine. Diplomirala je grafiku na Akademiji likovnih umjetnosti u Sarajevu, u klasi profesora Dževada Hoze, 1981. godine. Na Akademiji Vytvarnych Umeni u Pragu, specijalizirala je kod profesora Ladislava Cepelaka (1982—1983), dok je magistarske studije završila 1983. godine na Fakultetu likovnih umetnosti u Beogradu, u klasi profesora Branka Miljuša. Studijski je boravila u Parizu, u Site Internationale des Arts, 1984. godine.
Redovna je profesorka na Fakultetu likovnih umjetnosti na Cetinju, na Odsijeku za grafiku.
Radovi joj se nalaze u mnogim značajnim muzejima, galerijama i kulturnim institucijama, među kojima su Narodni muzej Crne Gore na Cetinju, Nacionalna biblioteka u Parizu, Zavičajni muzej u Nikšiću, Muzej savremene umetnosti — Beograd, Kabinet grafike — Zagreb, Aleksandrijska biblioteka, kao i u privatnim kolekcijama u zemlji i inostranstvu.
Za vanrednu članicu Crnogorske akademije nauka i umjetnosti izabrana je 12. decembra 2003. godine, a za redovnu 19. decembra 2008. godine. Bila je predsjednica Odbora za likovnu umjetnost CANU. Članica je ULUCG-a od 1981. godine.
Od 2011. godine ima status istaknuti kulturni stvaralac Crne Gore.
2019. godine u Salcburgu je izabrana za članicu Evropske akademije nauka i umjetnosti u klasi III – umjetnosti.

## Izložbe
Izlagala je samostalno na četrdeset izložbi — Nikšić, Titograd, Ljubljana, Beograd, Podgorica, Novi Sad, Herceg Novi, Sarajevo, Čačak, Apatin, Budva, Tivat, Skoplje, Seul, Pariz i Njujork.
Učestvovala je na preko 250 kolektivnih izložbi u zemlji i inostranstvu — Nikšić, Titograd, Pariz, Cetinje, Beograd, Beč, Brisel, Sarajevo, Herceg Novi, Nikozija, Budimpešta, Kairo, Tokio, Hamburg, Rim, Bari, Vašington, Moskva, Keln, Insbruk, Ljubljana, Prag, Fredrikštade, Hajdelberg, Zagreb, Rijeka, Bielle, Gyora, Ibica, Solun, Aleksandrija, Asuan, Odesa, Kjoto, Pol de Vans.
Bila je učesnica izložbe „Zašto nema velikih muških umjetnika?” u organizaciji Narodnog muzeja Crne Gore i British Council-a, 2018. godine u Galeriji „Miodrag Dado Đurić”.

## Nagrade
Dobitnica je 27 nagrada za grafiku i crtež, od kojih su najznačajnije:
- Velika diploma za grafiku na II INTERBITEP-u u Tuzli (1982) (2004)
- Veliki pečat Grafičkog kolektiva Beograd (1985)
- Nagrada Milunović, Stijović, Lubarda na Tradicionalnoj izložbi ULUCG-a (1997)
- Prva nagrada Zlatna presa na III internacionalnom Trijenalu grafike u Kairu (2000)
- Trinaestojulska nagrada (2001)
- Nagrada 39. hercegnovskog zimskog salona (2006)
- Nagrada za stvaralaštvo „Braća Karić” (2007)
- Nagrada na Bijenalu, Galerija Osten, Skoplje (2012)
- Nagrada IMAF — Internacionalna fondacija za muziku i umjetnost, Galerija svjetskog crteža — Osten, Skoplje (2014)

## Literatura
- Leksikon crnogorskih umjetnika 1946-2001, Nikčević Nataša: Anka Burić, str. 35-38, Udruženje likovnih umjetnika Crne Gore, Podgorica, 2001
- Ćetković, Ratka: Likovni život − kritike, prikazi i članci: 1970 – 1985, Centar savremene umjetnosti Crne Gore, Podgorica, 1996, str.145, 190, 208, 224.
- Perović, Olga: Na rubu komunikativnosti; Prodor u vidljivo i nevidljivo, u: Likovna hronika: izbor iz Monitora 1993/1997, Monitor, Podgorica, 1998. str. 58-59, 104-106.
- Ćinkul, Ljiljana: Anka Burić; Novi grafički radovi, u: Čuvari umetničke tajne, Clio, Beograd, 2002. str. 178- 181.
- Radulović, Ognjen: Vrhovi savremene crnogorske umjetnosti, Centar savremene umjetnosti Crne Gore, Podgorica, 2004, str. 115-116.
- Gligorijević, Ljubomir: Anka Burić, Galerija za crtež „Haos”: 10. godina, Umetnički paviljon „Cvijeta Zuzorić”, Beograd, 19.mqj - 12. jun, str. 110-111.Bogavac, Branka: Crna Gora u Pariuzu: ragovori i susreti sa umjenicima, Pobjeda, Pariz-Podgorica, 2007, str. 185-193.
- Zeković, Ljiljana: Anka Burić: simbol/znak, u: Individualne likovne poetike, Centar savremen umetnosti Crne Gore, 2008, str. 180-195.
- Lompar, Mladen: Anka Burić, u: Crnogorsko slikarstvo, Atlas group, Podgorica, 2010, str. 188-189.
- Slovinić, Slobodan: Burić Anka, u: Ars Libris 1999-2012, Daily Press, Podgorica 2013, str. 261-262, 404-406.
- Likovne poetike članova Crnogorske akademije nauka i imjetnosti, priredila: Zeković, Ljiljana: Crnogorska akademija nauka i umjetnosti, Odjeljenje umjetnosti, Podgorica 2015, str. 15-41.
- Zeković, Ljiljana, Umjetnički muzej, Narodni muzej Crne Gore, Cetinje, 2017. str.162- 163.